# Spencer Coelho
Spencer Coelho (Araguari, 11 de junho de 1948) é um ex-futebolista brasileiro que atuava como meio-campista.
Spencer Coelho dividiu sua carreira enquanto futebolista entre o Brasil e o México. Foi o primeiro jogador brasileiro a entrar com processo para conseguir o passe livre, em 1969. O jogador conseguiu o passe livre em 1971.
É um dos poucos jogadores que atuaram pelos maiores clubes de Minas Gerais: América-MG, Atlético-MG e Cruzeiro.

## Carreira

### Jogador
Spencer Coelho começou a jogar futebol junto a seu irmão Zezinho, em Araguari e nas ruas de Belo Horizonte, após mudança da família para a capital mineira. Aos 15 anos, Spencer recebeu o prêmio de melhor jogador de futebol de salão de Minas Gerais. Após este prêmio, foi convidado a se juntar à equipe juvenil do América Mineiro.
Em 1966, foi para o Cruzeiro, onde se profissionalizou.
Em 1969, foi emprestado ao Araxá EC para a disputa do Campeonato Mineiro de Futebol de 1969, conseguindo a terceira colocação para o time do triângulo mineiro.
Devido a discordâncias frente à política implementada pelo então presidente do Cruzeiro, Felício Brandi, e ao atraso de salários, Spencer entra com processo para conseguir o passe livre.
Em 1971, já com o passe, se junta ao Atlético Mineiro, sagrando-se como campeão do Campeonato Brasileiro de Futebol em 1971. Deixou o clube depois um desentendimento com o Telê Santana. Pelo clube, atuou em 77 partidas e marcou 7 gols.
Em 1973, é contratado pelo América Mineiro, conseguindo o sétimo lugar no Campeonato Brasileiro de Futebol de 1973.
Em 1974, devido ao futebol demonstrado, Spencer recebeu ofertas para jogar no exterior de três times: Lazio (Itália), River Plate (Argentina) e Pumas (México). Optou pelo Pumas, sendo contratado junto ao atacante brasileiro Cabinho, na equipe então treinada por outro ex-jogador brasileiro, Luiz Carlos Peters. Na equipe, na temporada 1975-1976, sagrou-se campeão do Campeonato Mexicano e da Copa do México. Nessa época, intermediou a chegada de outro jogador brasileiro ao Pumas, o atacante Cândido, com quem havia jogado no América.
Ainda no México, jogou na Universidade de Guadalajara, no Atlante e no Toluca, encerrando sua carreira em 1983. Também foi convidado a naturalizar-se mexicano para jogar na Seleção Nacional do México na Copa do Mundo de 1978, convite o qual Spencer recusou.

### 1º Jogador Brasileiro a tentar o Passe Livre
Em 1969, bem antes da Lei Pelé, os direitos do jogador pertenciam aos clubes. Spencer foi o primeiro jogador brasileiro a entrar com ação para conseguir o passe livre, isto é, ser proprietário do próprio passe. A ação se prolongou por dois anos, período no qual outro jogador que havia entrado com a mesma ação posteriormente, o meio-campo Afonsinho, conseguiu o passe. Sem receber salários do Cruzeiro, Spencer, o advogado Flávio Simão e o advogado do Atlético Mineiro, João Claudino, se embasaram no CBDF (Código Brasileiro Disciplinar de Futebol), o atual CBJD (Código Brasileiro de Justiça Desportiva), que tinha uma cláusula que determinava que "o atleta se tornaria proprietário dos seus direitos desportivos caso ficasse 90 dias sem receber salário do clube".
No dia 25 de novembro de 1971, durante as finais do Campeonato Brasileiro, o STJD confirmou decisão do TJD-MG, por seis votos a um, de o jogador se tornar dono em definitivo de seu passe

## Títulos
Atlético MG
- Campeonato Brasileiro: 1971
- Taça Belo Horizonte: 1972